# Dăroaia
Dăroaia falu Romániában, Erdélyben, Fehér megyében.

## Fekvése
Abrudkerpenyes közelében fekvő település.

## Története
Dăroaia korábban Abrudkerpenyes része volt, 1956 körül vált külön 131 lakossal. 1966-ban 218 lakosából 142 román, 76 cigány, 1977-ben 270 lakosából 122 román 148 cigány, 1992-ben 402 lakosából 187 román, 1 magyar, 214 cigány, 2002-ben pedig 481 lakosából 195 román, 285 cigány, 1 szerb volt.